# Национальная дорога 48
Национальная дорога 48 (греч. Εθνική Οδός 48, сокращённо EO48) — шоссе в Средней Греции. Соединяет Национальную дорогу 5 в Андирионе с Левадией, проходит через Навпакт и Дельфы. Участок между Андирионом и Итеей является частью Европейского маршрута E65. Дорога проходит через номы Этолия и Акарнания, Фокида и Беотия.

## Маршрут
Западный конец дороги расположен к северу от моста Рион — Андирион, в Андирионе. Продолжается на восток, параллельно северному берегу Коринфского залива, и огибает город Навпакт. Далее продолжается по побережью в направлении к Галаксидиону и Итее, где он удаляется от берега. К северу от Итеи, в направлении к городам Амфиса и Ламия, здесь ответвляется Национальная дорога 27. Национальная дорога 48 продолжается на восток к Дельфам и Арахова. Она заканчивается в Левадии, где соединяется с Национальной дорогой 3.
Национальная дорога 48 проходит через следующие области:
- Андирион
- Навпакт (в обход)
- Эратини[греч.]
- Галаксидион
- Итея
- Дельфы
- Левадия